# مجموعة تريومف الدولية
مجموعة تريومف الدولية، مجموعة شركات سويسرية، تأسست في عام 1886 في هويباخ بألمانيا. رائدة في مجال تصنيع الملابس الداخلية. المقر الرئيسي للمجموعة يقع في بلدة باد تسورزاخ في سويسرا. منذ عام 1977، أصبح للمجموعة فروع في 45 دولة. تقوم المجموعة بتوزيع المنتجات تحت العلامات التجارية سلوجي وتريومف.
مجموعة شركات تريومف الدولية، تعتبر رائدة في مجال الملابس النسائية وخاصة الملابس الداخلية وملابس النوم. منذ الستينات وحتى عام 2011، تم تداول أسهم الشركة التابعة للمجموعة في بورصة ألمانيا.

## التاريخ

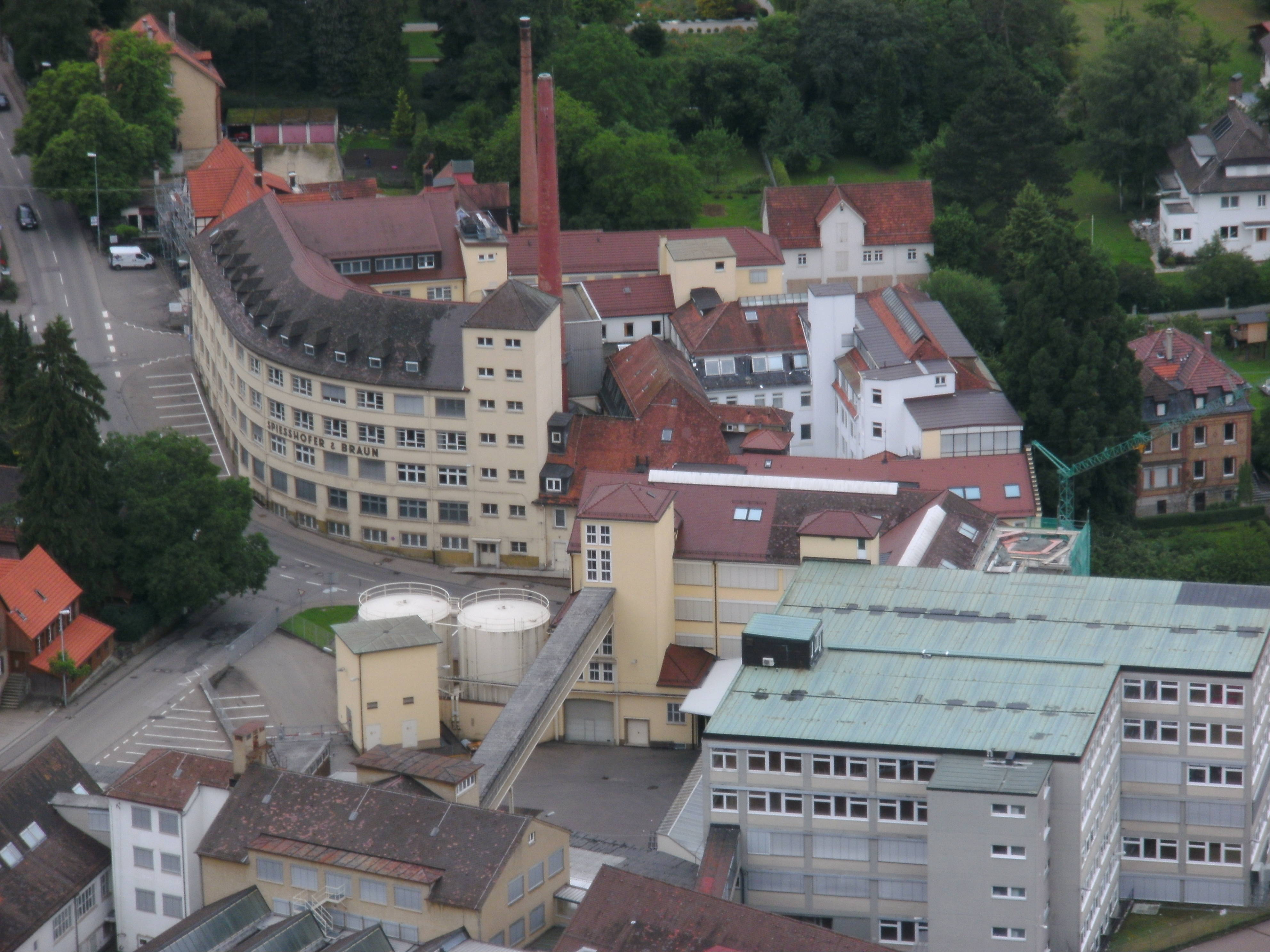
مقر مجموعة تريومف الدولية في باد تسورزاخ في سويسرا عام 2011.

في عام 1886، تم تأسيس مجموعة تريومف الدولية من قبل يوهان جوتفريد سبيسهوفر ومايكل براون، في بداية الأمر كانت المجموعة عبارة عن مصنع لإنتاج الكورسيهات في هويباخ. قاموا بتوظيف ستة أشخاص على ست ماكينات خياطة. في عام 1890، ارتفع العدد إلى 150 ماكينة، في عام 1894، تم تصدير أول منتجاتهم إلى الخارج إلى إنجلترا. في عام 1902، قام سبيشوفر وبراون بتسجيل علامة تريومف التجارية، التي كانت تذكرنا بقوس النصر الباريسي، في وقت لاحق أصبحت العلامة التجارية تريومف الدولية. بعد الازدهار الاقتصادي في عشرينيات القرن الماضي، انخفض الطلب على الكورسيه الكلاسيكي، لذا بدأت الشركة في الإنتاج الموازي لحمالات الصدر. في ثلاثينيات القرن الماضي، بدأت مجموعة تريومف الدولية في إنتاج كورسيليت.
في عام 1933، تم إنشاء أول فرع أجنبي في بلدة باد تسورزاخ في سويسرا. في عام 1949، عند تقسيم ألمانيا استمرت العلامة التجارية تريومف الدولية في جمهورية ألمانيا الديموقراطية، لكن توقفت الأنشطة التجارية هناك فعليا. مع ذلك، استمر خضوع الشركة للإشراف الدولي في الفترة التالية، بداية من خمسينات القرن الماضي، تم افتتاح فروع في بلجيكا وبريطانيا العظمى والسويد والنرويج والنمسا. توسعت شركة تريومف الدولية في عام 1960، من خلال إنشاء مقرها الرئيسي لمنطقة آسيا والمحيط الهادئ في هونج كونج، افتتاح أول فرع لها في اليابان في عام 1963. في ذلك الوقت، وصفها المراقبون بالفعل بأنها شبكة من الشركات الماكرة، تم تسجيل بعضها في الملاذات الضريبية في ليختنشتاين وبرمودا. في أواخر الستينيات من القرن الماضي، كانت حصة تريومف الدولية في سوق الكورسيتر في ألمانيا حوالي 50 بالمائة.
في ذلك الوقت، حققت المجموعة مبيعات بلغت 620 مليون مارك ألماني وتوظف 22,600 موظف. في منتصف الستينيات، أدخلت شركة تريومف الدولية معالجة البيانات الإلكترونية على نطاق واسع. واجهت الشركة صعوبات كبيرة لأول مرة في بداية السبعينيات، بسبب الأزمة الاقتصادية، مما يعني أن الشركة اضطرت إلى تقديم أعمال قصيرة الأجل. أثرت الأزمة أيضا على مبيعات الشركة القليلة التي كانت قد بدأت في عام 1969 وتوقفت بعد ثلاث سنوات فقط. في الوقت نفسه، بدأت تريومف الدولية لأول مرة في إنتاج منتجات من أقمشة أخف بألياف مثل النايلون أو الليكرا.
في نهاية السبعينيات، تم تقديم العلامة التجارية الجديدة سلوجي، التي بموجبها تم تسويق الملابس الداخلية وغيرها من المنتجات ذات المحتوى العالي من القطن. نقلت الشركة مقرها الرئيسي من ألمانيا إلى سويسرا في عام 1977، منذ ذلك الحين أصبح المقر الرئيسي للشركة في باد تسورزاخ. بحلول عام 1986، زادت المبيعات إلى 996 مليون فرنك سويسري وانخفض عدد الموظفين قليلا إلى 19,000 موظف. في الوقت نفسه، بدأت المبيعات في جمهورية الصين الشعبية. بداية من عام 1988، تم تصنيع منتجات تريومف الفردية بموجب ترخيص من ألمانيا الشرقية للسوق المحلي. شمل ذلك ملابس السباحة والملابس الداخلية.
من خلال الاستحواذ على علامتين تجاريتين فرنسيتين، فاليسيري و HOM، دخلت مجموعة تريومف الدولية في سوق الملابس الداخلية للرجال وسوق الملابس الداخلية عالية الجودة. في عام 1995، أعلنت الشركة أنها ستركز في المستقبل أكثر على علامتها التجارية التي تشمل مظلة تريومف، التي بموجبها سيتم تصنيف عدد من العلامات التجارية. لهذه الغاية، تم إطلاق حملة إعلانية شارك فيها ناعومي كامبل وهيلينا كريستينسن. في التسعينيات، أطلقت تريومف الدولية مرحلة أخرى من التوسع الدولي، منذ عام 1998 كانت موجودة في شبه القارة الهندية. في عام 2001، تم افتتاح أحدث منشأة إنتاج لها في دوناجفاروس بالمجر والتي تم بيعها في غضون ذلك. بعد مطلع الألفية، كانت تريومف واحدة من أكبر مصنعي المنسوجات من حيث المبيعات في السوق المحلية.
من عام 2008 إلى عام 2012، أضافت الشركة جوائز تريومف الدولية، حيث تمكن مصممو الملابس الداخلية من التنافس وفقا لجوائز متغيرة سنويا. تم تقييم المشاركات من قبل لجنة التحكيم و وفقا لتصويت زوار موقع المسابقة. في عام 2009، جذبت المسابقة اهتماما أوسع، خاصة أن هذا الحدث أقيم في لندن. في البداية قبل المسابقة النهائية الدولية أقيمت مسابقة محلية في الدول المشاركة.
منذ عام 2012، تم اختبار جميع شركات تريومف الدولية بحثا عن مواد ضارة وتم اعتمادها بموجب معيار العلامة التجارية Oeko-tex للمنسوجات.
في السنوات الأخيرة، توسعت الشركة وفتحت متاجر جديدة خاصة بها واكتسبت منافسين. في عام 2010، استحوذت تريومف الدولية على شركة بيلدونا، الموزع السويسري الرائد للملابس الداخلية، ثم اشترت لاحقا موزعين آخرين في المكسيك والولايات المتحدة. استحوذت الشركة على شركة تريومف الدولية AG، التي يقع مقرها الرئيسي في ميونيخ، التي ترتبط بموجبه الشركة الألمانية للشركة. منذ ذلك الحين، لم يعد يتم تداول أسهم الشركة في بورصة فرانكفورت. الشركة مملوكة بالكامل لعائلتي براون وسبيسهوفر.
في عام 2017، اتخذت تريومف الدولية قرارا بإغلاق متاجرها المستقلة في المملكة المتحدة، بدأت في البيع عبر الإنترنت فقط ومن خلال امتيازات في متاجر مثل دبنهامز وهاوس أوف فريزر.

## العلامات التجارية

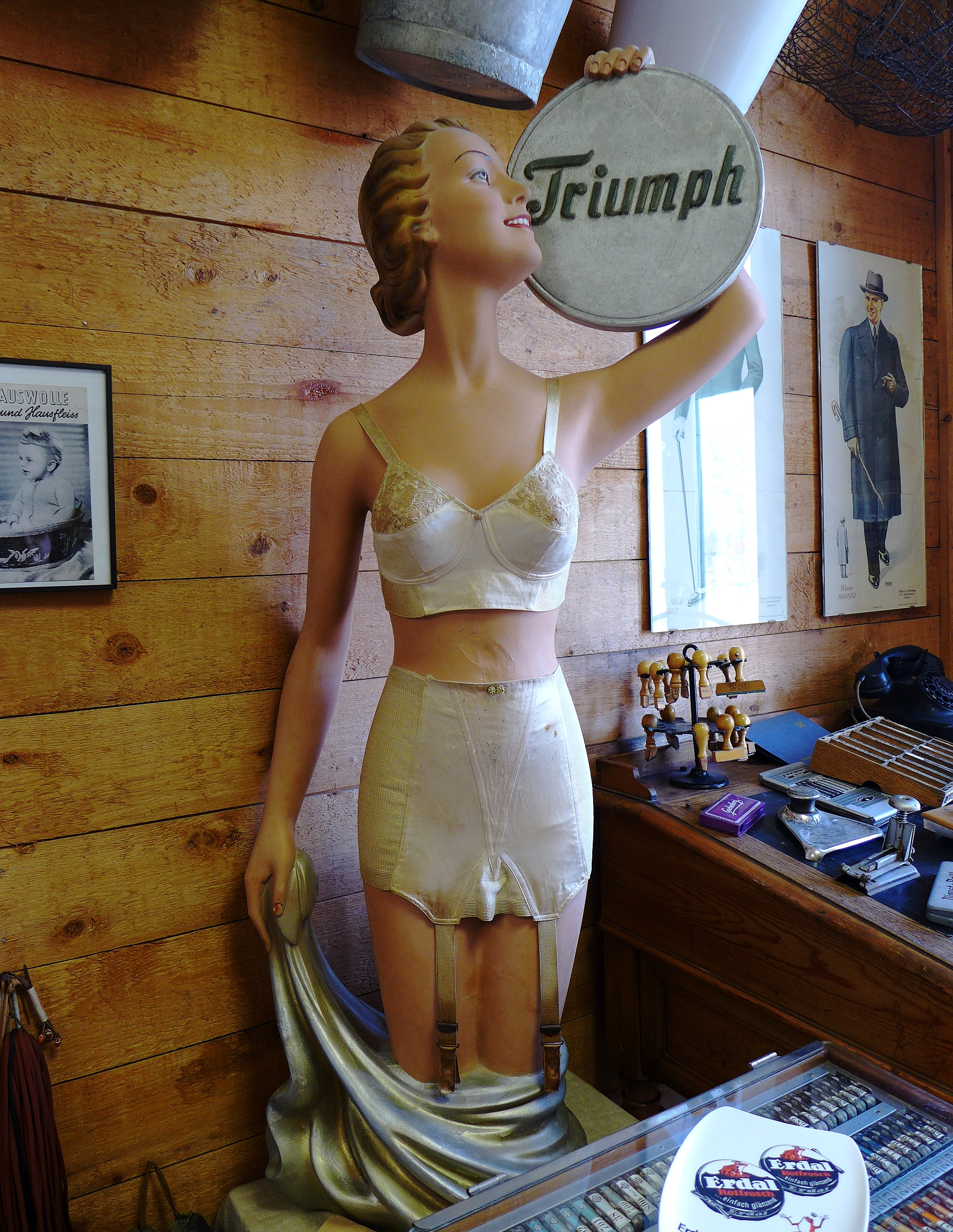
حمالة صدر من تصميم مجموعة تريومف التجارية في خمسينات القرن الماضي.

علامة تريومف التجارية هي محور تركيز الشركة. يتم تقسيم المنتجات إلى عدة فئات لمجموعات مستهدفة مختلفة، عادة ما تقدم تريومف الدولية عدة مجموعات في كل عام. اعتبارا من عام 2010، زادت أهمية الملابس الداخلية للشركة، اجتذبت تريومف لبيع هذه المنتجات. في عام 2013، تم تكريم تريومف كواحدة من أفضل العلامات التجارية. في عام 2015، حصلت حمالة الصدر ماجيك واير على جائزة تصميم ريد دوت. في عام 2018، تم منح حمالة الصدر الرياضية غير الملحومة التي تعرف باسم تريومف الثالوث على جائزة ISPO في فئة الصحة واللياقة. في عام 2019، استدعت مجلة التجارة الألمانية المؤثرة المستهلكين لاسم تريومف ليكون العلامة التجارية الأكثر شعبية لتصنيع الملابس.
في أواخر سبعينيات القرن الماضي، أطلقت شركة تريومف الدولية علامة سلوجي التجارية للملابس الداخلية القطنية، للنساء فقط في بداية الأمر، ثم أطلقتها لاحقا لملابس الرجال وملابس السباحة. منذ الثمانينيات من القرن الماضي، تستهدف شركة تريومف الدولية أيضا ملابس العملاء الشباب الذين تتراوح أعمارهم بين 25 عاما من خلال علامة بي ديس التجارية. تتميز منتجات المجموعة بالإكسسوارات والأقمشة المنقوشة. منذ أواخر التسعينيات، بالإضافة إلى العلامات التجارية سلوجي و بي ديس، قامت الشركة أيضا بتسويق حمالات الصدر الرياضية تحت العلامة التجارية ترياكشن. وفقا لاستراتيجية الشركة للتركيز على علامتي تجارية عالميتين هما تريومف و سلوجي، تم بيع ماركة بي ديس في عام 2017 إلى مجموعة أزياء جانسن في ألمانيا.
في الثمانينيات، تم شراء علامة HOM التجارية من قبل الشركة الفرنسية المصنعة للملابس الداخلية للرجال، استمرت منذ ذلك الحين كعلامة تجارية داخل الشركة. كان المقر الرئيسي للشركة في مرسيليا. في أوائل عام 2015، تم بيع HOM إلى مجموعة هيبر النمساوية، حيث أرادت تريومف تبسيط محفظتها. فاليسيري هو الملصق الخاص بمنتجات الجزء العلوي، الذي بدأ في عام 2007 أصبح متاحا أيضا في ألمانيا وكان يستخدم بشكل أساسي في الملابس الداخلية الفاخرة.
يتم توزيع منتجات تريومف عبر الشركاء التجاريين والمتاجر، كذلك في متاجر تريومف الخاصة. بحلول نهاية عام 2017، كانت الشركة قد أنشأت شبكة من 3600 نقطة بيع خاضعة للرقابة في 120 دولة، التي تديرها تريومف نفسها، من قبل أصحاب الامتياز أو يديرها شركاء آخرون. بالإضافة إلى ذلك، تخدم تريومف 40000 شريك في تجارة التجزئة. تعد الشركة من أكبر شركات تجار التجزئة للملابس الداخلية النسائية في ألمانيا بناء على عدد الفروع. تم افتتاح أكبر فرع من حيث مساحات البيع بالتجزئة في معرض سنتروم بدريسدن في عام 2012، شهد عام 2018 افتتاح المتجر في شارع يونغفيرنشتيج بهامبورج، توجد متاجر رئيسية أخرى، على سبيل المثال، في أمستردام وبرلين وكوبنهاجن. بالإضافة إلى ذلك، تدير مجموعة تريومف الدولية العديد من المتاجر عبر الإنترنت. تم تطوير هذه المتاجر باستخدام مزود خدمة الوفاء الذي هو جزء من شركة ارفاتو.

## نقد
في عام 2002، اضطرت شركة تريومف الدولية إلى إغلاق مصنعها في ميانمار بسبب الضغط العام. اتهم إعلان برن وحملة الملابس النظيفة الشركة بتأجير الأراضي من النظام العسكري للبلاد وبالتالي دعمها بشكل غير مباشر. في يناير 2002، أعلنت شركة تريومف الدولية أنها ستغلق المصنع المتضرر وتقدم خطة اجتماعية للموظفين الباقين لأنه لم يتم العثور على مشتر. علاوة على ذلك، أوضحت تريومف الدولية أنه لم يكن هناك أي عمال قصر بين الموظفين.
في أكتوبر عام 2003، انتقدت هيئة التنظيم الذاتي لصناعة الإعلان الفرنسية تريومف الدولية لحملة من أجل العلامة التجارية سلوجي. في وسط الاحتجاج كانت هناك صورة لنساء يرتدين ملابس ضيقة على لوحات إعلانية كانت تعلن عن سراويل داخلية تحت شعار حان وقت الخيط. زعم أن الإعلانات انتهكت كرامة المرأة وأضرت بالنظرة العامة للإعلان، لكن الشركة لم تعدل الحملة. كما تم انتقادها لنفس السبب من قبل السياسيين الفرنسيين البارزين مثل سيجولين رويال.
في عام 2008، تعرضت شركة تريومف الدولية لانتقادات شديدة بعد أن تم فصل رئيسة نقابة محلية في تايلاند. كانت قد ظهرت في برنامج تلفزيوني مسائي تايلاندي بقميص يمكن مشاهدة بيان سياسي مثير للجدل عليه. تناول البيان موضوع قضية Lèse Majesté، هي جريمة يعاقب عليها بعقوبات كبيرة بالسجن في تايلاند و قضية شديدة الحساسية في المملكة. كان من رأي إدارة الشركة أن المظهر أضر بصورتهم العامة وبالتالي فصلت الموظفة المعنية. احتج أحد مجالس العمل التايلاندية للشركة، تم تقديم شكوى من قبل اتحاد عمال تريومف الدولية بتايلاند، جمع 2500 توقيع لتقديم التماس لإعادة تعيين رئيسة النقابة، بدعم تضامني في ألمانيا، من بين أمور أخرى، من قبل شباب فيردي. في نوفمبر عام 2008، وجدت محكمة العمل في بانكوك أن التسريح كان قانونيا.
في الآونة الأخيرة، تعرضت شركة تريومف الدولية لانتقادات أكبر بعد أن قوبلت عمليات التسريح الجماعي للعمال في تايلاند والفلبين. في نهاية عام 2009 حدثت احتجاجات عابرة للحدود من قبل النقابات العمالية. قد أعربت الشركة عن أسفها لهذه الخطوة وأوضحت أن الأزمة الاقتصادية العالمية حتمتها. الادعاءات القائلة بأن بالتوازي مع عمليات التسريح، تم إنشاء موقع آخر في تايلاند، لا أساس لها من الصحة.
في عام 2014، أصدر القسم الياباني في تريومف استدعاءات طوعية لحوالي 22000 حمالة صدر لعيب سلك سفلي. ينطبق الاستدعاء على حمالات الصدر التي تم بيعها في اليابان فقط. لم ترد تقارير عن وقوع إصابات جراء هذا العيب.

## وصلات خارجية
- الموقع الرسمي لمجموعة تريومف الدولية.
- موقع مجموعة تريومف الدولية داخل أوروبا.
- صفحة مخازن مجموعة تريومف الدولية حول مستوى العالم نسخة محفوظة 5 ديسمبر 2020 على موقع واي باك مشين..
- وثائقي عن مجموعة تريومف الدولية- يوتيوب.